# 福建省自然资源厅
福建省自然资源厅是中华人民共和国福建省人民政府主管土地资源、矿产资源等自然资源的规划、管理、保护与合理利用工作的组成部门。

## 沿革
- 1956年，福建省农业厅设土地利用局；
- 1957年，土地利用局改为土地利用处；
- 1958年，土地利用处改为农场管理处，旋即撤销[2]；
- 1958年4月，由中华人民共和国地质矿产部华东地质局341、342、378、379队与福建省工业厅地质处合并成立福建省地质局；
- 1969年12月，福建省地质局并入福建省革命委员会生产指挥部重工业局、冶金局；
- 1974年1月，恢复设置福建省地质局；
- 1983年7月，福建省地质局改称福建省地质矿产局；成立福建省征地拆迁移民管理局，由福建省计划委员会代管；
- 1983年9月，福建省农业厅设土地管理局；
- 1986年5月，福建省征地拆迁移民管理局与福建省农业厅土地管理局合并为福建省土地管理局[3]；
- 1994年1月，福建省地质矿产局分为福建省地质矿产勘查开发局与福建省地质矿产厅；两者合署办公；
- 2000年4月，福建省土地管理局与福建省地质矿产厅合并组建福建省国土资源厅[4]。
- 2018年10月，福建省人民政府裁撤省国土资源厅、省国有自然资源资产管理局，并整合省发展和改革委员会的组织编制主体功能区规划职责，省住房和城乡建设厅的城乡规划管理职责，省环境保护厅的组织划定生态红线职责，省水利厅的水资源调查和确权登记管理职责，省农业厅的草原（地）资源调查和确权登记管理职责，省林业厅的森林、湿地等资源调查和确权登记管理职责，省海洋与渔业厅的拟订海洋功能区划、海域开发利用总体规划、无居民海岛保护规划以及海域海岛等资源调查、确权登记和管理职责等，组建福建省自然资源厅。[5]

- 2025年3月，福建省人民政府在福建省地质矿产勘查开发局的基础上，划入福建省煤田地质局相关公益性职责，组建福建省地质局，为省政府直属正厅级事业单位。整合福建省煤田地质局和福建省地质矿产勘查开发局所属事业单位福建省地质调查研究院、福建省地质测试研究中心，组建福建省地质科学研究院，为福建省地质局所属事业单位（副厅级）福建省地质局所属事业单位还有福建省福州地质大队、福建省厦门地质大队、福建省漳州地质大队、福建省泉州地质大队、福建省龙岩地质大队、福建省三明地质大队、福建省南平地质大队、福建省宁德地质大队、福建省海洋（海岛）地质大队，机构规格为正处级。福建省地质科学研究院所属事业单位有福建省地质工程勘查中心、福建省地质测绘中心、福建省地质技术服务中心，机构规格为正处级。

## 组织机构

### 内设机构
1. 办公室
2. 政策法规处
3. 规划处
4. 财务处
5. 耕地保护处
6. 农用地转用征用处
7. 地籍管理处（挂“福建省土地资源调查办公室”牌子）
8. 土地利用管理处
9. 矿产开发管理处（挂“福建省矿产资源补偿费征收管理办公室“牌子）
10. 矿产储量管理处
11. 地质环境处
12. 地质勘查处
13. 执法监察局
14. 人事教育处[1]

### 直属机构
1. 福建省地质矿产勘查开发局
2. 福建省测绘局
3. 福建省人民政府水电站库区移民开发局
4. 福建省煤田地质局

### 直属事业单位
1. 福建省国土资源勘测规划院
2. 福建省国土资源档案馆
3. 福建省国土资源监察总队
4. 福建省国土资源宣传教育中心
5. 福建省国土资源评估中心
6. 福建省省级土地登记中心
7. 福建省土地开发整理中心
8. 福建省地质环境监测中心
9. 福建省国土资源信息中心[6]

## 历任福建省国土资源厅厅长
- 蔡忠义（2000年-2000年）
- 林方磊（2001年-2005年）
- 黄琪玉（2005年7月-2008年4月）
- 魏克良（2008年4月-2013年3月）
- 叶敏（2013年3月-2018年9月）

## 历任福建省自然资源厅厅长
- 叶敏（2018年9月-2023年2月）
- 陈永共（2023年2月-）